# سمرو
سِمِرو یا گونونگ سِمِرو (اندونزیایی: Gunung Semeru) بلندترین آتشفشان جاوه و یکی از فعالترین آتشفشان‌های مجمع‌الجزایر اندونزی است. این آتشفشان چینه‌ای ۳۶۷۶ متری که با نام ماهامِرو (به‌معنای کوه بزرگ) نیز شناخته می‌شود در جنوبی‌ترین نقطهٔ توده‌کوهی آتشفشانی قرار دارد که تا کاسه آتشفشانی تِنگِر در شمال گسترش یافته‌است.
سمرو با دامنه‌های شیب‌دارش در جنوب کاسه‌های آتشفشانی روی هم‌افتادهٔ آجِک-آجِک و جامبانگان تشکیل شده‌است. همچنین ردیفی از آب‌دهانه‌های دریاچه‌دار در امتداد مسیری شمالی جنوبی به‌وجود آمده‌اند که از میان قلهٔ آن می‌گذرند و دامنه‌های شرقی و شمال شرقی کوه نیز در اشغال مخروط‌های خاکستر و گنبدهای گدازه قرار دارد.
آتشفشان سمرو از سال ۱۹۶۷ تا کنون تقریباً به‌طور مرتب در حال فوران‌کردن بوده‌است. آخرین فوران این کوه در سال ۲۰۱۱ بوده که هنوز نیز ادامه دارد.